# David M. Solomon

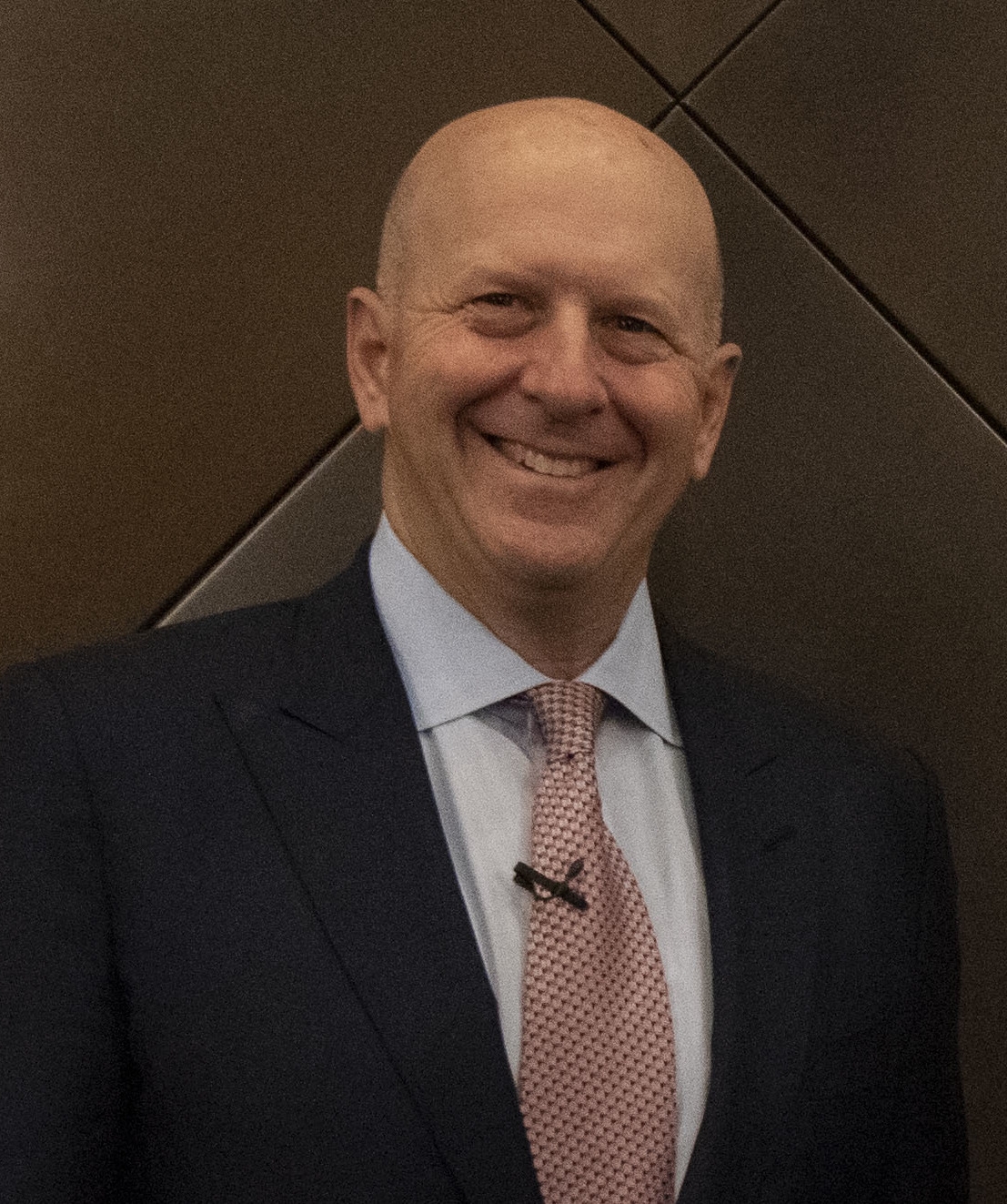
David M. Solomon

David Michael Solomon (* 1962 in Greenburgh, New York) ist ein US-amerikanischer Bankmanager und Musiker. Seit 2018 ist er der CEO von Goldman Sachs. Seit dem Januar 2019 ist er auch Vorsitzender der Bank. Solomon ist seit 2005 Mitglied des Kuratoriums des Hamilton College. Er ist Mitglied des Board of Directors der Robin Hood Foundation, einer gemeinnützigen Organisation aus New York City. Daneben ist er DJ und produziert Musik unter dem Künstlernamen DJ D-Sol.

## Kindheit und Ausbildung
Solomon wurde in eine jüdische Familie geboren. Sein Vater, Alan Solomon, war leitender Vizepräsident eines kleinen Verlags, und seine Mutter, Sandra, arbeitete als audiologische Supervisorin. Er wuchs in Scarsdale auf, wo er die Edgemont Junior-Senior High School besuchte. Er absolvierte das Hamilton College in Clinton, wo er einen Bachelor of Arts in Politikwissenschaften erwarb. Im College spielte er im Rugby-Team und war Vorsitzender der Studentenverbindung Alpha Delta Phi.

## Karriere
Nach seinem Abschluss bewarb Solomon sich um eine Arbeitsstelle als Analyst bei Goldman Sachs, wurde allerdings abgelehnt. Stattdessen begann er für die Investmentbank Irving Trust zu arbeiten. 1986 ging er zu Drexel Burnham. Hier arbeitete er zunächst als Verkäufer von Geldmarktpapieren, wechselte aber später zu Junk Bonds (Ramschanleihen). Seine Erfahrung mit hochverzinslichen Anleihen veranlasste ihn, zu Bear Stearns zu gehen. Bei Bear Stearns war er mit der Leitung der Junk-Bond-Abteilung und dem Verkauf von risikoreicheren Anleihen betraut. Bei einer Gelegenheit half er einem angeschlagenen Kinobetrieb in Dallas bei der Geldbeschaffung durch eine „komplizierte Anleihetransaktion“.
Im Jahr 1999 wechselte Solomon zu Goldman Sachs. 2006 wurde er befördert und leitete die nächsten zehn Jahre die Investmentbanking-Abteilung von Goldman. Nachdem Gary Cohn von Goldman zurückgetreten war, um Chief Economic Advisor von Donald Trump, dem 45. Präsidenten der Vereinigten Staaten, zu werden, wurde Solomon im Dezember 2016 zusammen mit Harvey Schwartz zum Präsidenten und Co-Chief Operating Officer ernannt. Unter Solomons Führung hat die Bank die Gehälter für Programmierer erhöht, die Kleiderordnung gelockert, die Computersysteme modernisiert, Videointerviews eingeführt und ein „Echtzeit-Leistungsbewertungssystem“ für neue Mitarbeiter geschaffen. Im Oktober 2018 wurde er schließlich zum Chief Executive Officer von Goldman Sachs befördert und folgte damit auf Lloyd Blankfein.

## Vergütung und Vermögen
Solomon erhielt im Januar 2017 und im Januar 2018 ein Vergütungspaket in Höhe von 11,85 Mio. Dollar. Es wurde geschätzt, dass Solomon 224.030 (0,059 %) Aktien der Goldman Sachs Group (GS) hält, die im Januar 2018 einen Wert von 58 Mio. Dollar hatten. Im März 2020 erhielt Solomon eine Vergütung in Höhe von 27,5 Millionen US-Dollar. Dies setzte sich aus seiner Grundvergütung zusammen, die aus einem Gehalt von 2 Millionen US-Dollar sowie einem Bargeldbonus von 7,65 Millionen US-Dollar bestand. Darüber hinaus erhielt er einen langfristigen Anreiz in Höhe von 17,85 Millionen US-Dollar.

## Sonstiges
Solomon ist DJ und produziert in seiner Freizeit elektronische Tanzmusik (EDM) unter dem Künstlernamen DJ D-Sol. Er hat in Nachtclubs und auf Musikfestivals in New York, Miami und auf den Bahamas gespielt. Im Juni 2018 veröffentlichte er seine Debütsingle „Don’t Stop“ mit einer erweiterten Version auf Spotify. Im Dezember 2018 gründete er sein eigenes Musiklabel namens Payback Records.
Solomon heiratete Mary Elizabeth Solomon (geb. Coffey) 1989, als sie beide 27 Jahre alt waren, in Bernardsville, New Jersey. Sie ließen sich Anfang 2018 scheiden. Er besitzt Apartments in Aspen und Manhattan.
Im Januar 2018 entdeckte Solomon, dass ein persönlicher Assistent etwa 500 Flaschen aus seiner Sammlung seltener Weine gestohlen haben soll, darunter sieben vom französischen Weingut Domaine de la Romanee-Conti. Der persönliche Assistent, Nicolas DeMeyer, wurde Ende Januar verhaftet und wegen Diebstahl von Wein im Wert von einer Million Dollar angeklagt. Am 9. Oktober 2018 beging Nicolas DeMeyer Selbstmord, indem er sich aus dem Fenster des 33. Stocks des Carlyle Hotels in den Tod stürzte, wenige Minuten nachdem er vor einem Richter in Manhattan im Zusammenhang mit dem angeblichen Weindiebstahl erscheinen sollte.